# Carinthia Saxophonquartett
Das Carinthia Saxophonquartett ist ein österreichisches, in Kärnten beheimatetes klassisches Saxophonquartett.

## Über das Ensemble
Das Carinthia Saxophonquartett belebt seit 1988 das Kärntner Kulturleben (Carinthischer Sommer, Musikwochen Millstatt, St. Pauler Kultursommer, Wiener Konzerthaus …) und fungierte im Laufe der Jahre immer wieder als Kulturbotschafter im Ausland – beispielsweise 1997 mit einer Amerikatournee in Las Vegas, New York, Washington und Chicago, um zeitgenössische österreichische Musik für klassisches Saxophonquartett vorzustellen, 2005 beim Canberra International Chamber Music Festival, wo unter anderem auch Bearbeitungen von Kärntnerliedern auf dem Programm standen, oder in Zusammenarbeit mit dem „Teatro Potlach“ oder dem „Odin Teatret“ in Italien, Großbritannien und Dänemark. Schwerpunkte im Repertoire des Quartetts sind die Pflege der französischen Originalliteratur für Saxophonquartett, Uraufführungen zeitgenössischer Kompositionen – hauptsächlich von österreichischen Komponisten – sowie Bearbeitungen von Musik aus unterschiedlichen Epochen und Stilrichtungen.

## Die Musiker des Quartetts
- Gilbert Sabitzer – Sopransaxophon
- Gerhard Lippauer – Altsaxophon
- Rudolf Kaimbacher – Tenorsaxophon
- Günter Lenart – Baritonsaxophon, Arrangements

## Aktivitäten
- Konzerte
- Kinderprogramme
- Umrahmung von Veranstaltungen
- Uraufführungen von Werken hauptsächlich österreichischer Komponisten: Günther Antesberger, Franz Cibulka, Stephan Kühne, Günter Lenart, Guido Mancusi, Günther Mattitsch, Hannes Raffaseder, Michael Rot, Hans-Jörg Scherr und Alfred Stingl.
- Zusammenarbeit mit dem römischen TeatroPotlach am internationalen Großprojekt „Cittá Invisibile“
- Bisherige Konzerttätigkeit in Österreich, Australien, Ägypten, Bosnien, Großbritannien, Dänemark, Italien, Polen, Türkei und den USA

## Besondere Stationen und Highlights des Quartetts
- 1997: Amerikatournee gemeinsam mit dem Pianisten Johannes Brummer. Stationen: Las Vegas, New York, Washington und Chicago, um zeitgenössische österreichische Musik für klassisches Saxophonquartett vorzustellen
- 2000: Umweltschutzpreis des Landes Kärnten gemeinsam mit Michael Rot und seinem „Umwelt-Kinderstück“ Der ganz kleine Wolf & die Geschichte vom traurigen Wald.
- 2005: Canberra International Chamber Music Festival
- 2015: Spiel der Bundeshymne vor Anpfiff zur Austrian Bowl XXXI im Wörthersee Stadion Klagenfurt
- 2016: Musikalische Umrahmung der Eröffnung der 40. Tage der deutschsprachigen Literatur (Bachmann-Preis) im ORF-Landesstudio Kärnten in Klagenfurt

## Diskographie
- Die Welt ist offen – Musik von Günther Mattitsch, Carinthia Saxophonquartett, Hortus Musicus und Ensemble Kreativ, 1995
- Musik österreichischer Komponisten, Carinthia Saxophonquartett und Johannes Brummer (Klavier), 1996
- A la carte. Carinthia Saxophonquartett mit Bearbeitungen klassischer wie auch populärer Stücke und Kärntnerlieder, 1999
- Der ganz kleine Wolf und die Geschichte vom traurigen Wald von Michael Rot, Carinthia Saxophonquartett mit Wolfgang Hartmann als Erzähler, 2000
- Eine kühne CD Werke des Villacher Komponisten Stephan Kühne für Saxophon in verschiedenen Besetzungen (gemeinsam mit Johannes Brummer – Klavier und Berndt Thurner – Marimbaphon), 2002
- Musicke for Dauncing Judicially von Howard Harris, Carinthia Saxophonquartett gemeinsam mit dem polnischen Radio-Symphonieorchester, 2004, auf: Joel Eric Suben (Conductor): Orchestral Excursions: Music by Marga Richter and Howard Harris (CD – Leonarda #351)[1]
- Wo du nicht bist – Begegnung mit Schubert Carinthia Saxophonquartett und Gabriel Lipuš (Tenor), 2017
- Playful – richtig verspielt. Verspielte Arrangements von Kinderliedern und Bearbeitungen von Musik für Kinder (Bach, Bartok, Debussy und Schumann), 2020